# 46539 Viktortikhonov
46539 Viktortikhonov è un asteroide della fascia principale. Scoperto nel 1982, presenta un'orbita caratterizzata da un semiasse maggiore pari a 2,5168697 UA e da un'eccentricità di 0,0203160, inclinata di 9,78053° rispetto all'eclittica.